# Felice Mariani (judoka)
Felice Mariani (Roma, 8 luglio 1954) è un politico, ex judoka e maestro di judo italiano.
Si affacciò alla ribalta internazionale all'età di venti anni quando vinse gli Europei juniores 1974. L'anno successivo oltre ad avvicinarsi ai compagni Nicola Angelo Fetto ed Ezio Gamba arrivò sul gradino più basso del podio al mondiale di Vienna. Da atleta della Società romana Judo Preneste - G. Castello del Maestro Alberto Di Francia, è stato il primo italiano a conquistare una medaglia olimpica in questa disciplina: bronzo a Montréal 1976. Consegue poi un quarto posto nei giochi olimpici di Los Angeles 1984.
Si è anche aggiudicato tre bronzi ai mondiali (1975, nel 1979 a Parigi e nel 1981 a Maastricht) ed è stato per tre volte consecutive campione d'Europa (nel 1978 ad Helsinki, nel 1979 e nel 1980). Agli europei ha anche vinto una medaglia d'argento (nel 1984 a Liegi).
A queste conquiste si aggiungono due ori nel 1979 e nel 1983 e un argento nel 1975 ai Giochi del Mediterraneo e tre ori nel 1976, 1981 e 1982 e un bronzo nel 1977 ai campionati mondiali militari. Ha anche vinto 5 titoli italiani.

## CT della nazionale
Dopo il ritiro ha svolto il ruolo di commissario tecnico della nazionale italiana, portando Giulia Quintavalle alla vittoria della medaglia d'oro nella categoria 57 kg ai Giochi olimpici di Pechino 2008. Tra le altre atlete che allena va inclusa Edwige Gwend.

## Attività politica
Alle elezioni politiche del 2018 viene eletto deputato per il Movimento 5 Stelle, che abbandona nell'aprile 2021 per aderire alla Lega di Matteo Salvini. Alle elezioni politiche del 2022 viene ricandidato alla Camera nelle liste della Lega, non risultando eletto. Termina il mandato parlamentare nell'ottobre 2022.